# Smerfy 2
Smerfy 2 (ang. The Smurfs 2) – amerykański film fabularno-animowany z 2013 roku w reżyserii Rajy Gosnella. Światowa premiera filmu miała miejsce 31 lipca 2013, natomiast w Polsce premiera filmu odbyła się 2 sierpnia 2013 roku. Poprzednik, Smerfy, pojawił się w 2011 roku, natomiast kontynuacja Smerfy: Poszukiwacze zaginionej wioski była wyświetlona w 2017 roku.

## Fabuła
Smerfetka co roku w noc przed swoimi urodzinami ma koszmary. Śni jej się, że wydaje swoich przyjaciół w ręce czarownika Gargamela (Hank Azaria). Tymczasem smerfy szykują z okazji jej urodzin przyjęcie niespodziankę. Wszyscy w okolicy są bardzo zajęci przygotowaniami i nie chcą zdradzić jubilatce, co robią. Jedyna dziewczyna w wiosce czuje się więc wyobcowana jeszcze bardziej niż zwykle.
Tymczasem w Paryżu Gargamel zostaje okrzyknięty gwiazdą rozrywki, jednak wciąż mu mało pieniędzy i władzy. Na dodatek kończy mu się smerfesencja – dający magiczną moc wyciąg ze smerfów. Okrutnik tworzy więc Vexy i Hackusa – smerfopodobne stworzenia zwane Wredkami, ale okazuje się, że tylko z prawdziwych niebieskich skrzatów może uzyskać upragniony eliksir. Gargamel porywa więc Smerfetkę, która jako jedyna zna zaklęcie mogące przemienić Wredki w smerfy. Na ratunek uprowadzonej ruszają nad Sekwanę Papa Smerf, Ciamajda, Maruda i Laluś. Sami nie poradzą sobie jednak z groźnym czarownikiem, proszą więc o pomoc zaprzyjaźnionych ludzi – Grace (Jayma Mays) i Patricka (Neil Patrick Harris) Winslowów oraz ich synka Blue (Jacob Tremblay).

## Obsada
| Rola | Aktor               | Polski dubbing                 |
| --- | ------------------- | ------------------------------ |
| Ludzie |                     |                                |
| Patrick Winslow | Neil Patrick Harris | Waldemar Barwiński             |
| Grace Winslow | Jayma Mays          | Agnieszka Fajlhauer            |
| Gargamel | Hank Azaria         | Jerzy Stuhr                    |
| Victor Doyle | Brendan Gleeson     | Miłogost Reczek                |
| Blue Winslow | Jacob Tremblay      | Bruno Skalski                  |
| Smerfy |                     |                                |
| Papa Smerf | Jonathan Winters    | Andrzej Gawroński              |
| Smerfetka | Katy Perry          | Małgorzata Socha               |
| Vexy | Christina Ricci     | Agnieszka Dygant               |
| Hackus | J.B. Smoove         | Jakub Szydłowski               |
| Śmiałek | Alan Cumming        | Grzegorz Pawlak                |
| Maruda | George Lopez        | Zbigniew Konopka               |
| Ciamajda | Anton Yelchin       | Grzegorz Drojewski             |
| Ważniak | Fred Armisen        | Dariusz Błażejewski            |
| Laluś | John Oliver         | Karol Wróblewski               |
| Pracuś | Jeff Foxworthy      | Janusz Wituch                  |
| Osiłek | Gary Basaraba       | Grzegorz Kwiecień              |
| Zgrywus | Paul Reubens        | Krzysztof Plewako-Szczerbiński |
| Wersja polska: Start International Polska Reżyseria: Marek Robaczewski Dialogi polskie: Bartosz Wierzbięta Dźwięk i montaż: Janusz Tokarzewski Kierownictwo produkcji: Elżbieta Araszkiewicz W pozostałych rolach: Jacek Brzostyński (Smerf Narrator), Joanna Borer, Bożena Furczyk, Katarzyna Łaska, Brygida Turowska, Marek Bocianiak, Wojciech Chorąży, Maciej Kowalik, Kamil Kula, Bartosz Martyna, Cezary Nowak, Michał Podsiadło, Marek Robaczewski, Sara Lewandowska, Mateusz Ceran |                     |                                |